# Conchocarpus hamadryadicus
Conchocarpus hamadryadicus är en vinruteväxtart som beskrevs av Pirani & Kallunki. Conchocarpus hamadryadicus ingår i släktet Conchocarpus och familjen vinruteväxter. Inga underarter finns listade i Catalogue of Life.